# Vorë

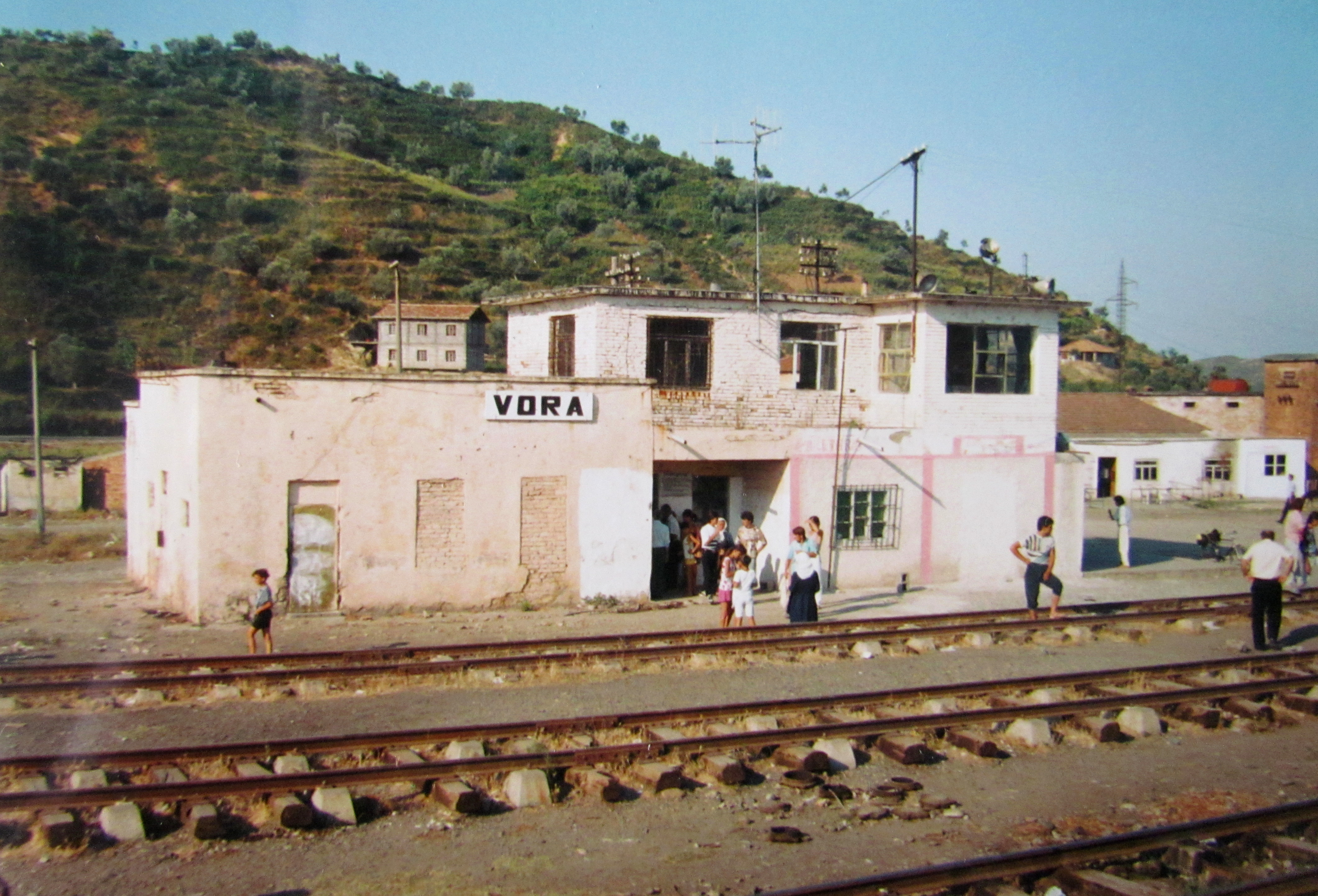
Stacja kolejowa Vorë, 1995

Vora, Vora – miasto w środkowej Albanii w obwodzie Tirana i okręgu Tirana, 16 km na północny zachód od stolicy kraju. W roku 2001 zamieszkiwane było przez 12 796 mieszkańców. Położone jest przy drodze szybkiego ruchu E852 oraz węzła kolejowego, skąd odchodzą pociągi w trzech kierunkach:

– Tirana

– Durrës

– Szkodra
15 marca 2008 w pobliskiej wsi Gërdec miała miejsce ogromna eksplozja w byłej wojskowej składnicy amunicji, w wyniku której śmierć poniosło 26 osób, a 296 zostało rannych. Eksplozja była słyszana w oddalonej o 170 km macedońskiej stolicy Skopje.